# Desmopachria nitida
Desmopachria nitida är en skalbaggsart som beskrevs av Babington 1841. Desmopachria nitida ingår i släktet Desmopachria och familjen dykare. Inga underarter finns listade i Catalogue of Life.